# Левашева (деревня)
Левашева — деревня в Аргаяшском районе Челябинской области. Входит в состав Акбашевского сельского поселения.

## География
Расположена в северо-восточной части района, на берегу реки Медиак.  Расстояние до районного центра, села Аргаяш, 18 км.

## История
Деревня основана после 1742 башкирами Айлинской волости (по местной топонимич. легенде — Хожой, сыном Акбаша).  
По переписи 1811 года, в первом дворе проживал старшина Кожа Левашев, сын основателя (его имя закрепилось в названии деревни). В следующих трёх дворах проживали его братья с семьями: Габдукай(его сыновья:Абдулкарим 11 лет,Ували 7 лет,Ивний 3 года), Апус( его сыновья: Ильяс, Кадряс 4 года, Нигаметь 1 год) и Бакий( его сыновья от первой жены: Акжул 37 лет, Тумансы 35 лет, от второй жены: Мухаметьяр 18, Мухаметша 17)  Левашевы. 
```
 Отметим также, что в 1813 г. сюда были причислены две семьи: Миндика Бикишева и походного старшины Нурумбета Сикаева. В 1815 г. «исключены по повелению начальства вь 4. Башкирской кантонъ Троицкого уезда в деревню Сатаеву в 1815 г.» Семья Науруза Амзина.
В 1834 году в Левашева учтено 326 жителей, в 1859 - 348. Первая Советская перепись в Левашово в 105 дворах обнаружила 504 башкира и в 2 дворах –8 русских.
В деревне Левашева родился деятель башкирского национального движения Тагиров Нуриагзам Тагирович (1888-?). Его отец - Тагир Басыров, был муллой, имевший приход в деревне Метелева. Советская перепись 1920 г. учла его в Метелева в возрасте 65 лет с 5-летним сыном и 58-летней женой. Эта же перепись учла в Левашева брата Нуриагзама - Шайхиагзама Тагирова, проживавшего с сыновьями, братьями и племянником. 
Ревизия 1811 г. учла его предков: прапрадеда Мансура Умурзакова которому было 48 лет и его детей Насыра 10 лет и Абдулбасыра 2 года(прадед Нуриагзама). К 1816 г. у Умурзака Мансурова появляется еще один сын Абдулвагап.По ревизияи 1859 г. в одном дворе проживали два брата со своими семьями: Насыр Умурзаков 57 лет (его сын Мурданай 19 лет), и его брат Абдулбасыр Умурзаков 49 лет( его сыновья: Абдулкадир 15 лет, Кадыргильды и Тагир 2 года).
```

В конце 1920-х гг. организован колхоз им. 3-го Интернационала.

## Население
| 2002 | 2010 |
| ---- | ---- |
| 223  | ↗240 |

(в 1889 — 422, в 1900 — 473, в 1916 — 548, в 1939 — 308, в 1947 — 235, в 1970 — 361, в 1983 — 281, в 1995 — 213)

## Улицы
- Интернациональная улица
- Лесная улица
- Молодежная улица
- Улица Нуриагзама Тагирова
- Интернациональный переулок

## Известные уроженцы
- Тагиров, Нуриагзам Тагирович (1888—1937) — участник Башкирского национального движения.